# Martin McGaughey
Martin McGaughey (Moneyreagh, 31 agosto 1960) è un ex calciatore britannico, di ruolo attaccante.

## Carriera

### Club
Nel 1977 entrò a far parte delle giovanili del Linfield: McGaughey fece il suo debutto a metà della stagione 1980-1981, e finì la sua prima annata con 14 gol complessivi.
Nel 1984-85 chiuse al secondo posto nella classifica per la Scarpa d'oro, segnando 34 gol in 26 partite di campionato; non riuscì a far meglio a causa di un infortunio al ginocchio che interruppe la sua stagione. Nella Coppa Campioni 1984-1985 McGaughey aiutò la sua squadra ad arrivare al secondo turno, dove nella gara di ritorno segnò una doppietta nel 3-3 finale; tuttavia, la sua squadra non superò il turno a causa del 2-1 dell'andata. In questa stagione fu nominato calciatore dell'anno dell'Ulster.
McGaughey non lasciò mai il suo Paese e concluse la sua carriera nell'Ards, ritirandosi nel 1994 a causa di problemi fisici. Con il Linfield divenne capocannoniere nei campionati 1983-1984, 1984-1985, 1985-1986, 1986-1987.

### Nazionale
Debuttò in nazionale il 16 ottobre 1984 nella partita vinta in casa per 3-0 contro la Nazionale israeliana.

## Statistiche

### Cronologia presenze e reti in Nazionale
| Cronologia completa delle presenze e delle reti in nazionale ― Irlanda del Nord | Cronologia completa delle presenze e delle reti in nazionale ― Irlanda del Nord | Cronologia completa delle presenze e delle reti in nazionale ― Irlanda del Nord | Cronologia completa delle presenze e delle reti in nazionale ― Irlanda del Nord | Cronologia completa delle presenze e delle reti in nazionale ― Irlanda del Nord | Cronologia completa delle presenze e delle reti in nazionale ― Irlanda del Nord | Cronologia completa delle presenze e delle reti in nazionale ― Irlanda del Nord | Cronologia completa delle presenze e delle reti in nazionale ― Irlanda del Nord |
| Data                                                                            | Città                                                                           | In casa                                                                         | Risultato                                                                       | Ospiti                                                                          | Competizione                                                                    | Reti                                                                            | Note                                                                            |
| ------------------------------------------------------------------------------- | ------------------------------------------------------------------------------- | ------------------------------------------------------------------------------- | ------------------------------------------------------------------------------- | ------------------------------------------------------------------------------- | ------------------------------------------------------------------------------- | ------------------------------------------------------------------------------- | ------------------------------------------------------------------------------- |
| 16-10-1984                                                                      | Belfast                                                                         | Irlanda del Nord                                                                | 3 – 0                                                                           | Israele                                                                         | Amichevole                                                                      | -                                                                               | 73’                                                                             |
| Totale                                                                          |                                                                                 | Presenze                                                                        | 1                                                                               |                                                                                 | Reti                                                                            | 0                                                                               |                                                                                 |

## Palmarès

### Club

#### Competizioni nazionali
- George Wilson Cup: 4

Linfield: 1980–1981, 1983–1984, 1984–1985, 1988–1989
- Campionato nordirlandese: 8

Linfield: 1981-1982, 1982-1983, 1983-1984, 1984-1985, 1985-1986, 1986-1987, 1988-1989, 1992-1993
- Irish Cup: 1

Linfield: 1981-1982
- County Antrim Shield: 4

Linfield: 1981-1982, 1982-1983, 1983-1984
Ards: 1993-1994
- Gold Cup (Irlanda del Nord): 6

Linfield: 1981–1982, 1983–1984, 1984–1985, 1987–1988, 1988–1989, 1989–1990
- Steel Cup: 1

Linfield: 1983–1984
- Ulster Cup: 1

Linfield: 1984-1985
- Irish Football League Cup: 2

Linfield: 1986-1987, 1991-1992

### Individuale
- Capocannoniere del campionato nordirlandese: 4

1983-1984 (15 gol, a pari merito con Trevor Anderson), 1984-1985 (34 gol), 1987-1988 (18 gol), 1989-1990 (19 gol)